# 山本道子 (女優)
山本 道子（やまもと みちこ、1948年7月16日 - ）は、日本の女優。身長156cm。文学座所属。マネージメント事務所はUAM株式会社。

## 来歴
鳥取県出身。
鳥取県立八頭高等学校卒業後、上京。姉の勧めもあり、元から好きだった芝居の道へと進む。
1971年に文学座研究所入所。1976年に座員となる。
1976年の舞台『ふるあめりかに袖はぬらさじ』で初舞台。

## 出演

### テレビドラマ
- やる気満々（1979年） - 相原ミキ 役
- 松本清張シリーズ・天才画の女（1980年、NHK） - たみ 役
- 戦後史実録シリーズ 空白の900分 -国鉄総裁怪死事件- （1980年、NHK）
- 野々村病院物語（1981年） ‐ 元岡安江 役
- うちの子にかぎって…（1984年）
- 男女7人夏物語 最終話（1986年、TBS）
- パパはニュースキャスター（1987年）
- 空と海をこえて（1989年）
- 未成年（1995年）
- 聖者の行進（1998年）
- 貯まる女（2000年）
- 永遠の1/2（2000年）
- 僕の生きる道（2003年） - 中村佳代子 役
- WATER BOYS（2003年）
- ほんとにあった怖い話 （フジテレビ）
  - 「病棟奇譚」（2003年） - 磯村紀代美 役
  - 「夜の再会」（2004年） - 中田悦子 役
- 相棒（テレビ朝日 / 東映）
  - season 4 第11話「汚れある悪戯」（2006年1月1日） - 家政婦・滝沢
  - season 5 第3話「犯人はスズキ」（2006年10月25日） - 田宮志津江
  - season 7 第11話「越境捜査」（2009年1月14日） - 家政婦・江波和江
  - season 15 第10話「帰還」（2017年1月1日） - 下地房江
  - season 18 第6話「右京の目」（2019年11月20日） - 清掃員・江波和江
- コード・ブルー -ドクターヘリ緊急救命- 第4話（2008年、フジテレビ） - 藤川静子
- 臨場 続章 第4話（2010年、テレビ朝日系） - 中条郁子 役
- パーフェクト・リポート 第2話（2010年、フジテレビ） - 川上峰子 役
- 流れ星（2010年、フジテレビ）
- 名前をなくした女神（2011年、フジテレビ） - 本宮奈津恵 役
- 運命の人 最終話（2012年3月18日、TBS） - 渡久山ツル 役
- 幸せの時間（2012年、東海テレビ） - 浅倉滋子 役
- そこをなんとか 第7話（2012年12月2日、NHK BSプレミアム） - 赤木良子 役
- 特命おばさん検事! 花村絢乃の事件ファイル2（2014年） - 友野光子 役
- 大貧乏（2017年） - 柿原正美 役
- ヘヤチョウ（2017年） - 春日寿子 役
- ストロベリーナイト・サーガ（2019年） - 赤木史子 役
- 世にも奇妙な物語 「燃えない親父」（2020年） - 松田トシ 役
- ハコヅメ〜たたかう！交番女子〜 第1話（2021年、日本テレビ） - 坂本太郎の母 役
- 院内警察（2024年、フジテレビ）
- アンチヒーロー 第3話（2024年4月21日、TBS） - 大学の清掃員 役
- 御上先生 第6話（2025年2月23日、TBS） - 女性 役

### 海外映画
- フォー・ウェディング（1995年）

### 海外ドラマ
- 名探偵モンク 第11話 盲目の目撃者（2004年、NHK-BS2） - ウェンディ・マーサ 役

### 海外アニメ
- キリクと魔女

### アニメ
- 攻殻機動隊 STAND ALONE COMPLEX（戸久良エカ）
- ももへの手紙（ヤスエ）

### 舞台
- 木の皿（2003年）
- ギルダ〜愛の設計〜（2005年）
- 風をつむぐ少年（2005年）
- ベルナルダ・アルバの家（2006年）
- 闇に咲く花（2012年）

### 配信ドラマ
- BACK TO THE STORIES（2025年7月1日 - 、FOD SHORT）[2]